# Bettmeralp
Bettmeralp es una comuna suiza perteneciente al distrito de Raroña oriental en el cantón de Valais.
La comuna fue creada el 1 de enero de 2014 mediante la fusión de las antiguas comunas de Betten y Martisberg.
Recibe su nombre de una famosa estación de esquí que se encuentra en el territorio de la antigua comuna de Betten.

## Demografía
Las comunas han tenido históricamente la siguiente evolución demográfica: